# Lucila Rubio de Laverde
Lucila Rubio de Laverde là một nhà xã hội chủ nghĩa người Colombia và là một trong những người nổi tiếng hàng đầu ở đất nước bà. Bà cũng là một giáo viên và là người phụ nữ đầu tiên đưa ra yêu cầu bỏ phiếu cho Tổng thống Colombia.

## Tiểu sử
Rubio de Laverde bắt đầu hoạt động của mình ngay từ những năm 1930, khi bà đấu tranh cho quyền kinh tế của phụ nữ. Bà thúc đẩy pháp luật cấp các thỏa thuận tiền hôn nhân, là một người ủng hộ đồng cư ngụ và bà đã tuyên bố chống lại sự đối xử đối với phụ nữ với Giáo hội.
Đến thập niên 1940, Rubio đã trở thành một trong những người lãnh đạo phong trào quyền phụ nữ của Colombia và là một người bầu cử quan trọng nhất. Bà là một trong những người sáng lập của The Unión Femenina de Colombia (Hội liên hiệp phụ nữ Colombia) (UFC), được tạo ra ở Bogota vào năm 1944. UFC là một trong những tổ chức phụ nữ quan trọng nhất trong thời gian này. Nó lan sang các thành phố khác và thúc đẩy quyền bầu cử, xóa mù chữ của phụ nữ và quyền của công dân. Rubio de Laverde từng là chủ tịch của tổ chức  và cũng là chủ tịch của Alianza Femenina de Colombia (Liên minh phụ nữ Colombia), thành lập cùng năm. Năm 1944, UFC đã thu thập được hơn 500 chữ ký bức xúc cho cuộc bỏ phiếu và Rubio de Laverde đã trình bày cho  Tổng thống Alfonso López Pumarejo, đòi quyền bầu cử của phụ nữ.
Bà viết cho Agitación Femenina  từ 1944-1946. Rubio de Laverde đã viết về các vấn đề xã hội ở Colombia từ góc độ nữ quyền, hợp tác trên các tờ báo và tạp chí như Pax et Libertas, Verdad và Dominical. Bà thành lập trường Cao đẳng Froevel, hoạt động được 8 năm và giảng dạy tại Trường Dịch vụ Xã hội, Học viện Phụ nữ của Đại học Tự do và Thị trưởng Colegio de Cundinamarca.
Tại Colombia, bà đã tham dự cả hội nghị quyền bầu cử năm 1945 và hội nghị năm 1946, nơi bà cảnh báo rằng phụ nữ không nên giới hạn nhà của họ mà nên là công dân tham gia đầy đủ. Bà cũng tham dự Primer Congreso Interamericano de Mujeres được tổ chức tại Thành phố Guatemala, Guatemala vào năm 1947  và chủ trì phiên họp cuối cùng, nơi các nghị quyết được soạn thảo. Bà đã tham dự Đại hội Phụ nữ Châu Mỹ lần thứ hai và tham dự cuộc họp của Hội đồng Phụ nữ Quốc tế năm 1960 tại Warsaw. Năm 1962, bà tham dự Đại hội lần thứ 15 của Liên minh Hòa bình và Tự do  được tổ chức tại San Francisco và tham gia vào các cuộc tranh luận về thử nghiệm hạt nhân. Năm 1963, Rubio tham dự cuộc hành hương Phụ nữ vì Hòa bình ở Rome và Geneva.
Rubio kết hôn với Eduardo Laverde, một "người đàn ông của những lá thư".

## liên kết ngoài
- ảnh Lưu trữ ngày 4 tháng 3 năm 2016 tại Wayback Machine